# Plean
Plean är en ort i Storbritannien.   Den ligger i kommunen Stirling och riksdelen Skottland, i den centrala delen av landet, 600 km nordväst om huvudstaden London. Plean ligger 41 meter över havet och antalet invånare är 1 752.
Terrängen runt Plean är platt åt nordost, men åt sydväst är den kuperad. Runt Plean är det tätbefolkat, med 276 invånare per kvadratkilometer. Närmaste större samhälle är Cumbernauld, 14,9 km sydväst om Plean. Omgivningarna runt Plean är en mosaik av jordbruksmark och naturlig växtlighet.